# Son grand amour
Pour le film de 1931, voir David Golder (film).
Pour plus de détails, voir Fiche technique et Distribution.
Son grand amour (My Daughter Joy) est un film dramatique britannique en noir et blanc réalisé par Gregory Ratoff, sorti en 1950.
Le film est une adaptation libre du roman David Golder publié en 1929 par l'écrivaine française Irène Némirovsky. Une précédente adaptation cinématographique française avait été réalisée en 1931 portant le  même titre. 

## Synopsis
Un millionnaire gâte sa fille unique, tout en entretenant des relations tendues avec sa femme.

## Fiche technique
- Titre : Son grand amour
- Titre original : My Daughter Joy
- Réalisation : Gregory Ratoff
- Scénario : Robert Thoeren, William Rose, d’après David Golder d'Irène Némirovsky (1929)
- Photographie : Georges Périnal
- Montage : Raymond Poulton
- Musique : Raymond Gallois-Montbrun
- Son : Jack Drake, H.C. Pearson, Bill Salter
- Production : Gregory Ratoff
- Société de production : London Films
- Société de distribution : London Film Productions ; Columbia Pictures (États-Unis)
- Décors : André Andrejew
- Pays d'origine : États-Unis
- Langue : anglais
- Lieu de tournage : studios de Shepperton ; Italie
- Format : noir et blanc —  35 mm — 1.37:1 — son : Mono  (Western Electric Recording)
- Genre : Drame
- Durée :  81 minutes
- Dates de sortie :
  -  Royaume-Uni : 21 août 1950
  -  États-Unis : 10 décembre 1950 (New York City)
  -  France : 11 avril 1951

## Distribution
- Edward G. Robinson : George Constantin
- Peggy Cummins : Georgette Constantin
- Richard Greene : Larry
- Nora Swinburne : Ava Constantin
- Walter Rilla : Andreas
- Finlay Currie : Sir Thomas McTavish
- James Robertson Justice : le professeur Keval
- Ronald Adam : le colonel Fogarty
- David Hutcheson : Annix
- Gregory Ratoff : Marcos
- Peter Illing : sultan
- Harry Lane : Barboza
- Don Nehan : Polato
- Roberto Villa : le Prince Alzar
- Ronald Ward : le docteur Schindler